# Tomáš Zigo
Tomáš Zigo (* 11. dubna 1992, Banská Bystrica) je slovenský lední hokejista hrající na postu středního útočníka či křídla a reprezentant, který nastupuje za Slovenský klub, HC Košice.

## Hráčská kariéra
Svoji hokejovou kariéru začal v týmu HC ’05 Banská Bystrica, kde prošel všemi mládežnickými kategoriemi. V sezoně 2010/11 si odbyl premiéru v prvním mužstvu působícím ve slovenské nejvyšší soutěži, ale hrál i nadále za mládež. V dalších letech rovněž oblékl dres klubu HK Orange 20, což je celek Slovenské reprezentace do 20 let a nastupoval i za tehdy prvoligové týmy HK Brezno a HC 07 Detva. V červnu 2016 odešel do Slovanu Bratislava z KHL, kde se dohodl s vedením na podmínkách ročního kontraktu. V průběhu ročníku 2016/17 se vrátil do Banské Bystrice, jelikož "belasí" nepostoupili do vyřazovacích bojů. S banskobystrickým mužstvem vybojoval první ligový titul v historii klubu, když tým ve finále play-off 2017 porazil celek HK Nitra v poměru 4:1 na zápasy. V květnu 2017 zamířil společně s Mislavem Rosandićem z Banské Bystrice do české extraligy, konkrétně do Mountfieldu HK z Hradce Králové, s jehož vedením podepsal smlouvu na rok.

## Klubové statistiky
| Sezona    | Klub                    | Soutěž              | Základní část | Základní část | Základní část | Základní část | Základní část | Play off | Play off | Play off | Play off | Play off |
| Sezona    | Klub                    | Soutěž              | Z             | G             | A             | B             | TM            | Z        | G        | A        | B        | TM       |
| --------- | ----------------------- | ------------------- | ------------- | ------------- | ------------- | ------------- | ------------- | -------- | -------- | -------- | -------- | -------- |
| 2010/2011 | HC ’05 Banská Bystrica  | Slovenská extraliga | 02            | 0             | 0             | 0             | 0             | —        | —        | —        | —        | —        |
|           | HK Orange 20            | Slovenská extraliga | 10            | 02            | 01            | 03            | 02            | —        | —        | —        | —        | —        |
|           | HK Brezno               | 0 1. slovenská liga | 04            | 02            | 01            | 03            | 0             | —        | —        | —        | —        | —        |
| 2011/2012 | HC ’05 Banská Bystrica  | Slovenská extraliga | 01            | 0             | 0             | 0             | 0             | —        | —        | —        | —        | —        |
|           | HK Orange 20            | Slovenská extraliga | 06            | 02            | 01            | 03            | 06            | —        | —        | —        | —        | —        |
|           | HK Orange 20            | 0 1. slovenská liga | 10            | 05            | 01            | 06            | 08            | —        | —        | —        | —        | —        |
| 2012/2013 | HC ’05 Banská Bystrica  | Slovenská extraliga | 52            | 03            | 06            | 09            | 16            | 05       | 01       | 0        | 01       | 0        |
|           | HC 07 Detva             | 0 1. slovenská liga | 03            | 0             | 02            | 02            | 04            | —        | —        | —        | —        | —        |
| 2013/2014 | HC ’05 Banská Bystrica  | Slovenská extraliga | 48            | 10            | 10            | 20            | 47            | 11       | 02       | 02       | 04       | 08       |
| 2014/2015 | HC ’05 Banská Bystrica  | Slovenská extraliga | 47            | 04            | 11            | 15            | 24            | 16       | 02       | 03       | 05       | 16       |
|           | HC 07 Detva             | 0 1. slovenská liga | 03            | 01            | 01            | 02            | 0             | —        | —        | —        | —        | —        |
| 2015/2016 | iClinic Banská Bystrica | Slovenská extraliga | 47            | 16            | 17            | 33            | 28            | 17       | 03       | 04       | 07       | 43       |
| 2016/2017 | HC Slovan Bratislava    | 000000 KHL          | 29            | 04            | 04            | 08            | 16            | —        | —        | —        | —        | —        |
|           | iClinic Banská Bystrica | Slovenská extraliga | 14            | 05            | 06            | 11            | 28            | 12       | 01       | 03       | 04       | 10       |
| 2017/2018 | Mountfield HK           | 0 Česká extraliga   |               |               |               |               |               |          |          |          |          |          |

## Reprezentace
| Turnaj        | Místo konání                               | Z  | G | A | B | TM | Umístění  | Soupisky         |
| ------------- | ------------------------------------------ | -- | - | - | - | -- | --------- | ---------------- |
| MS 2017       | Německo a Francie (Kolín nad Rýnem, Paříž) | 6  | 0 | 2 | 2 | 4  | 14. místo | Soupiska MS 2017 |
| MS 2019       | Slovensko (Bratislava, Košice)             | 7  | 0 | 0 | 0 | 0  | 9. místo  | Soupiska MS 2019 |
| Celkem na MS  |                                            | 13 | 0 | 2 | 2 | 4  |           |                  |
| Celkem na ZOH |                                            | 0  | 0 | 0 | 0 | 0  |           |                  |